# ベル 427
ベル 427
- 用途：多目的
- 設計者：ベル・ヘリコプター、サムスン航空産業
- 製造者：ベル・ヘリコプター
- 初飛行：1997年12月11日
- 生産開始：1997年
- 運用開始：2000年
- 運用状況：運用中（生産終了）

ベル 427（Bell 427）はベル・ヘリコプターとサムスン航空産業（現・韓国航空宇宙産業）が開発した軽量双発多目的ヘリコプター。ベル 407をベースに開発され、現在は発展型のベル 429に生産は移行している。

## 開発
ベルは、成功したベル206シリーズの発展型の開発を幾度か試みたが、1980年代半ばのベル 400とベル 440は開発中止となり、1990年代初期のベル206LTは限られた生産機数に終わった。206LTを代替するために、ベル 407にアリソン250-C22Bエンジンを双発で搭載するベル407Tが計画され、開発は比較的簡単に進むと考えられたが、ベルは407Tの積載量、航続距離が十分ではないと結論付け計画は中止された。
ベルは、韓国のサムスン航空産業と提携して新たな軽量双発ヘリコプターの開発を開始、1996年2月、ダラスで開催されたヘリエキスポでモデル427として発表した。ベル427は完全にコンピュータ上で設計された同社初の航空機であった。ベル427は、1997年12月11日に初飛行し、1999年11月19日にカナダ運輸省航空局（TCCA）から、2000年1月に連邦航空局（FAA）から型式証明を取得した。2000年5月には、FAAからパイロット2名乗務での計器飛行方式（IFR）での運航が認められた。
ベル427の飛行システムはテキサス州フォートワースで、胴体とテールブームはサムスン航空産業（現在は韓国航空宇宙産業（KAI））によって韓国慶尚南道泗川市の工場で生産されている。最終組み立ては、ケベック州ミラベルのベルの施設で行われている。量産初号機は2000年1月に顧客に引き渡された。
2004年に、ベルはKAIと三井物産エアロスペースと提携して開発するベル427iを提案した。KAIは胴体、キャビン配線、燃料システムの開発および生産、三井物産エアロスペースが資金調達を担当した。ベル427iは、パイロット1名乗務での計器飛行方式による運航を可能とするため、新しいグラスコックピットとナビゲーションシステムを装備する計画で、胴体は再設計されて0.36メートル（1フィート2インチ）延長、エンジンとトランスミッションは強化され、最大離陸重量が増加する予定だった。しかし、427iの開発は中止され、計画はベル 429に移行した。開発中止の時点で427iは80機を受注していたが、2005年2月にベル429に振り替えられた。ベル429の開発は計画より遅れたものの、2007年2月27日に初飛行し、2009年から量産機の引き渡しが開始された。2008年1月24日、ベルは正式にベル427の生産終了を発表した。2010年まで受注済みの機体を生産後、ラインは閉鎖され生産が終了した。

## 設計

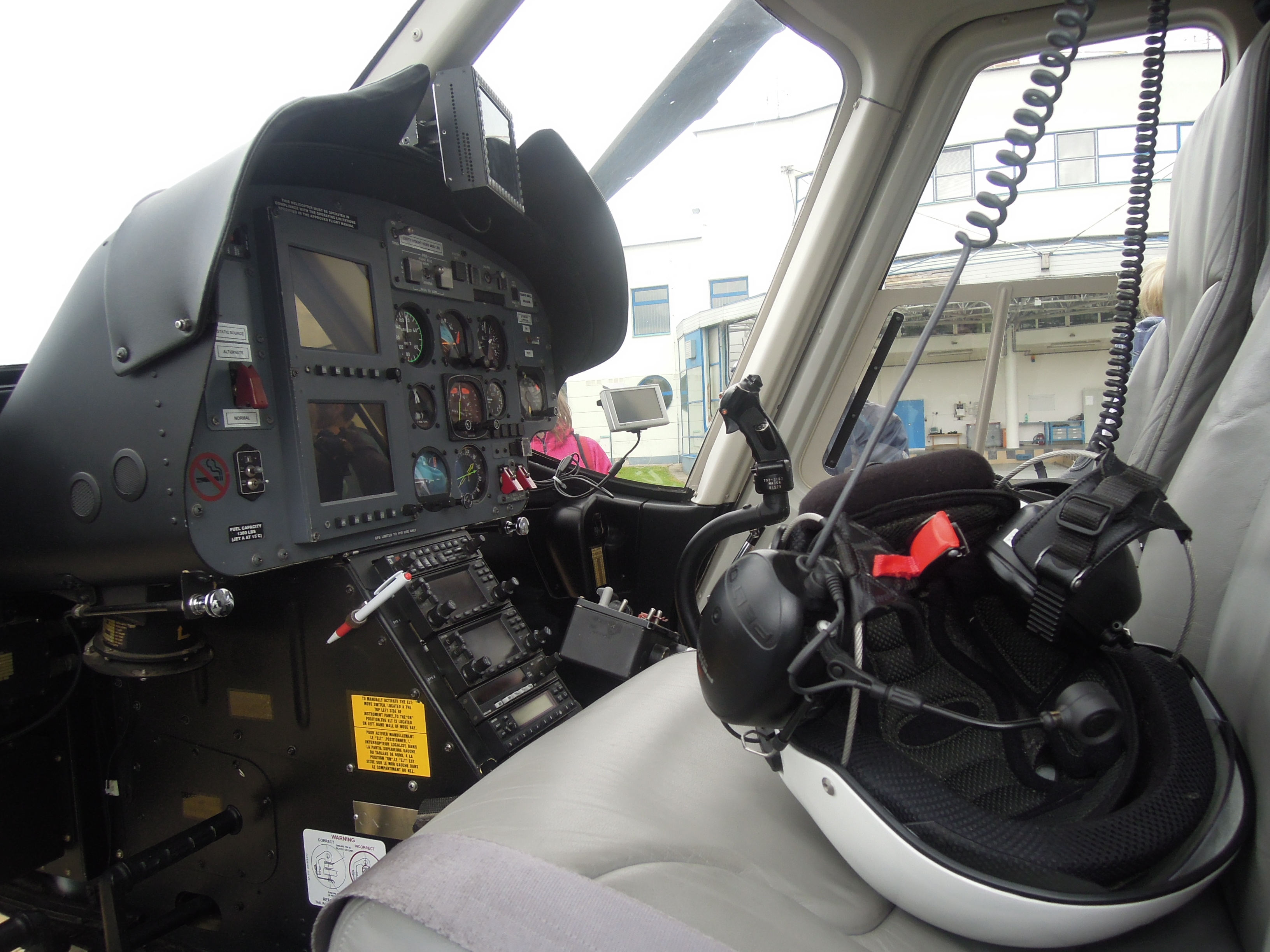
ベル427のコクピット

ベル427は、FADEC付のプラット・アンド・ホイットニー・カナダPW207Dターボシャフトエンジンを双発で搭載する。ベル407と同様に、リジット型の4ブレードのメインローター、複合ロータハブ、2ブレードのテールローターで構成される。
ベル427のキャビンはベル407より32センチ（13インチ）延長され、主に複合構造で構成される。キャビンは206シリーズから存在した屋根ビームが取り除かれ、スペースが拡大した。オプションでスライドドアを装備可能である。ベル427の座席は2-3-3配置でパイロットを含む8名が搭乗できる。航空救急向けの仕様では、ストレッチャー2台と医療従事者2名を搭載することが可能である。

## 運用者

### 民間・公用
- 日本
  - 新日本ヘリコプター
  - 西日本空輸
- アルゼンチン
  - エントレ・リオス州警察[9][10]
- チェコ
  - チェコヘリコプター救急サービス - Alfa Helicopter[11]

### 軍用
- パラグアイ - 2024年時点で、パラグアイ空軍が1機のベル427を保有[12]。

## 諸元
出典: ベル・ヘリコプター International Directory of Civil Aircraft, Aerospace-Technology
諸元
- 乗員: 2名
- 定員: 8名（乗員含む）
- 全長: 11.42 m （37 ft 6 in）
- 全高: 3.20 m （10 ft 6 in）
- ローター直径: 11.28 m （37 ft 0 in）
- 空虚重量: 1,760 kg （3,881 lb）
- 有効搭載量: 1,340 kg （2,960 lb）
- 最大離陸重量: 2,970 kg （6,550 lb）
- 動力: プラット・アンド・ホイットニー・カナダPW207D ターボシャフトエンジン、529 kW （710 hp）   × 2基

性能
- 最大速度: 259 km/h （140 knots, 161 mph）
- 巡航速度: 256 km/h （138 knots, 159 mph）
- 航続距離: 730 km （453 mi） 394 nmi
- 実用上昇限度: 3,048 m （10,000 ft）
- 上昇率: 10.16 m/s （2,000 ft/min）